# Rudy Mackay
Rudy Mackay (Utrecht, 19 december 1981) is een Nederlands journalist, programmamaker en radio-dj. Na verslaggeving bij onder andere BNN, NCRV, RTV Utrecht en NOS Headlines en presentatie bij RTV Utrecht en Roulette FM, presenteerde hij van 2006 tot 2009 het programma MoveYourAss op 3FM. De titel van dit programma werd in 2009 veranderd in Der Rudy!, naar de maker van het programma. Intussen is Mackay's programma op 3FM opgeheven, omdat de omroep waar het programma van uitging, LLiNK, geen verlenging kreeg van haar uitzendlicentie. Tegenwoordig presenteert hij onder andere op Radio 6 en Humor TV.
In 2008 won Mackay de RVU Radioprijs in de categorie Nieuwsgeoriënteerd en werd tevens genomineerd in de categorie Cultureel/Persoonlijk.
Daarnaast is hij liedjesschrijver, alsook gitarist van een coverband.

## Radiohistorie
Op 17-jarige leeftijd werd Mackay aangenomen bij het Radio 1-programma BNN United, het opleidingstraject voor jonge radiomakers, waarna hij een radioprogramma presenteerde bij Utrecht FM en RTV Utrecht. Vanaf 2002 werkte Mackay als redacteur van het Radio 1 Journaal en als verslaggever voor NCRV-programma's als Plein Publiek en Nachtlicht. Bij de regionale zender Roulette FM presenteerde hij ondertussen aanvankelijk een weekendprogramma en later het ochtendprogramma Fris en Fruitig.
In oktober 2005 maakte hij de overstap naar de nieuwe publieke omroep LLiNK en werd hij opgenomen in het opleidingstraject van 3FM. Eenmaal in de week maakte hij het nachtprogramma Rudio. Van daaruit stroomde hij door naar de avondprogrammering, en van februari 2006 tot eind 2007 presenteerde hij elke dinsdagavond vanaf 22.00 uur het programma MoveYourAss. In 2008 en 2009 was MoveYourAss te beluisteren op vrijdagavonden tussen tien uur 's avonds en één uur 's nachts. Later heette het programma Der Rudy!.
In 2010 werd bekend dat de omroep LLiNK uit het publieke bestel moest vanwege financieel wanbeleid. Dit betekende ook dat de uren van Mackay bij 3FM verdwenen. De uren van Der Rudy! werden overgenomen door Rob Stenders, die voor PowNed een programma ging maken. Op 2 september 2010 maakte Mackay bekend dat hij bij de VPRO op woensdag en donderdag het radioprogramma 3VOOR12 Radio ging presenteren. Dit omdat de vaste dj van het programma, Eric Corton, het iets rustiger aan wilde gaan doen.
Van 2016 tot juli 2018 was Mackay verantwoordelijk voor de KRO-NCRV Radioschool. In juni 2018 maakte hij bekend dat hij zou stoppen met het opleidingstraject. De KRO-NCRV Radioschool is sindsdien in handen van Teun Verstegen en Emmely de Wilt.